# Сочи (река)
Шахе (рус. Сочи, адиг. Шъачэ, абх. Шəача) малена је река која протиче преко територије Сочинског округа Краснодарског краја, на југозападу Руске Федерације.
Свој ток започиње на обронцима планине Велика Чура, на крајњем западном делу Великог Кавказа, на надморској висини од око 2.250 метара. Са дужином тока од 45 км трећа је по величини река у припадајућем округу, одмах после Мзимте и Шахеа. Површина њеног басена је око 296 km², а просечан проток око 15,6 м³/с. Улива се у Црно море на територији централног градског рејона града Сочија. 